# Огюн Алтипармак
Огюн Алтипармак (тур. Ogün Altıparmak; 10 листопада 1938, Адапазари — 2 лютого 2025) — турецький футболіст, що грав на позиції нападника, зокрема за «Фенербахче», а також національну збірну Туреччини.
Чотириразовий чемпіон Туреччини. Володар Кубка Туреччини. Володар Суперкубка Туреччини.

## Клубна кар'єра
У дорослому футболі дебютував 1956 року виступами за команду «Каршияка», в якій провів сім сезонів, взявши участь у 146 матчах чемпіонату.
Своєю грою за цю команду привернув увагу представників тренерського штабу стамбульського «Фенербахче», до складу якого приєднався 1963 року. Протягом наступних п'яти сезонів був основним гравцем атакувальної ланки команди, регулярно відзначаючись забитими голами і здобувши за цей період 42 голи.
Протягом 1968 року грав у США за «Вашингтон Віпс», після чого повернувся до «Фенербахче». У сезоні 1969/70 здобув у його складі свій останній, четвертий титул чемпіона Туреччини, а по завершенні наступного сезону, в якому його команда фінішувала другою, а він сам із 16-ма голами став найкращим бомбардиром першості, оголосив про завершення ігрової кар'єри.

## Виступи за збірну
Восени 1961 року дебютував в офіційних матчах у складі національної збірної Туреччини. Відтоді протягом наступних восьмі років стабільно викликався до лав національної команди, провівши за цей час у її формі 32 матчі і забивши 6 голів.

## Статистика виступів

### Статистика виступів за збірну
| Дата       | Місто         | Господарі         | Результат | Гості             | Турнір            | Голи | Примітки  |
| ---------- | ------------- | ----------------- | --------- | ----------------- | ----------------- | ---- | --------- |
| 8-10-1961  | Бухарест      | Румунія           | 4 – 0     | Туреччина         | товариський матч  | -    |           |
| 18-10-1961 | Анкара        | Туреччина         | 1 – 0     | Ізраїль           | товариський матч  | -    |           |
| 12-11-1961 | Стамбул       | Туреччина         | 1 – 2     | СРСР              | Відбір до ЧС 1962 | -    |           |
| 29-4-1962  | Будапешт      | Угорщина          | 2 – 1     | Туреччина         | товариський матч  | -    |           |
| 25-11-1962 | Рамат-Ган     | Ізраїль           | 0 – 2     | Туреччина         | товариський матч  | -    | 46'       |
| 12-12-1962 | Стамбул       | Туреччина         | 1 – 1     | Данія             | товариський матч  | -    |           |
| 16-12-1962 | Аддис-Абеба   | Ефіопія           | 0 – 0     | Туреччина         | товариський матч  | -    |           |
| 27-3-1963  | Стамбул       | Туреччина         | 0 – 1     | Італія            | Відбір до ЧЄ 1964 | -    |           |
| 27-9-1964  | Стамбул       | Туреччина         | 2 – 3     | Польща            | товариський матч  | -    |           |
| 1-11-1964  | Анкара        | Туреччина         | 4 – 1     | Туніс             | товариський матч  | -    | 65'       |
| 9-5-1965   | Софія         | Болгарія          | 4 – 1     | Туреччина         | товариський матч  | -    |           |
| 21-7-1965  | Тегеран       | Пакистан          | 1 – 3     | Туреччина         | товариський матч  | 2    | кап.      |
| 25-7-1965  | Тегеран       | Іран              | 0 – 0     | Туреччина         | товариський матч  | -    | кап.      |
| 9-10-1965  | Стамбул       | Туреччина         | 0 – 6     | Чехословаччина    | Відбір до ЧС 1966 | -    |           |
| 23-10-1965 | Анкара        | Туреччина         | 2 – 1     | Румунія           | Відбір до ЧС 1966 | -    |           |
| 21-11-1965 | Брно          | Чехословаччина    | 3 – 1     | Туреччина         | Відбір до ЧС 1966 | -    |           |
| 16-3-1966  | Тегеран       | Іран              | 0 – 0     | Туреччина         | товариський матч  | -    |           |
| 30-5-1966  | Копенгаген    | Данія             | 0 – 0     | Туреччина         | товариський матч  | -    |           |
| 16-10-1966 | Москва        | СРСР              | 0 – 2     | Туреччина         | товариський матч  | -    | 77'       |
| 16-11-1966 | Дублін        | Ірландія          | 2 – 1     | Туреччина         | Відбір до ЧЄ 1968 | 1    |           |
| 22-1-1967  | Туніс (місто) | Туніс             | 0 – 0     | Туреччина         | товариський матч  | -    |           |
| 1°-2-1967  | Стамбул       | Туреччина         | 0 – 0     | Іспанія           | Відбір до ЧЄ 1968 | -    |           |
| 22-2-1967  | Анкара        | Туреччина         | 2 – 1     | Ірландія          | Відбір до ЧЄ 1968 | 1    |           |
| 31-5-1967  | Більбао       | Іспанія           | 2 – 0     | Туреччина         | Відбір до ЧЄ 1968 | -    |           |
| 18-6-1967  | Братислава    | Чехословаччина    | 3 – 0     | Туреччина         | Відбір до ЧЄ 1968 | -    |           |
| 15-11-1967 | Анкара        | Туреччина         | 0 – 0     | Чехословаччина    | Відбір до ЧЄ 1968 | -    |           |
| 26-11-1967 | Дакка         | Іран              | 0 – 1     | Туреччина         | товариський матч  | -    |           |
| 28-11-1967 | Дакка         | Пакистан          | 4 – 7     | Туреччина         | товариський матч  | 1    | Замінений |
| 13-3-1968  | Ізмір         | Туреччина         | 0 – 0     | Туніс             | товариський матч  | -    |           |
| 24-4-1968  | Хожув         | Польща            | 8 – 0     | Туреччина         | товариський матч  | -    |           |
| 23-10-1968 | Белфаст       | Північна Ірландія | 4 – 1     | Туреччина         | Відбір до ЧС 1970 | 1    |           |
| 11-12-1968 | Стамбул       | Туреччина         | 0 – 3     | Північна Ірландія | Відбір до ЧС 1970 | -    |           |
| Усього     |               | Матчів            | 32        |                   | Голів             | 6    |           |

## Титули і досягнення

### Командні
- Чемпіон Туреччини (4):

«Фенербахче»: 1963-1964, 1964-1965, 1967-1968, 1969-1970
- Володар Кубка Туреччини (1):

«Фенербахче»: 1967-1968
- Володар Суперкубка Туреччини (1):

«Фенербахче»: 1968

### Особисті
- Найкращий бомбардир чемпіонату Туреччини (1):

1970-1971 (16 голів)